# 沙梨頭更館
沙梨頭更館（葡萄牙語：Posto do Guarda-Nocturno no Patane），是一座介紹澳門昔日打更文化的由澳門文化局和沙梨頭土地廟慈善會主辦的博物館，位於澳門聖安多尼堂區，毗鄰沙梨頭土地廟。該博物館前身是一間建於20世紀40年代的更館，亦是目前在省港澳地區僅存的一間更館，該館經澳門文化局於2012年起開始出資進行修復工作，在2015年12月18日正式對外免費開放。

## 沿革
澳門的更館歷史可追溯到明朝年間，更夫們負責巡邏、維持治安，通報等工作，例如當海水漲潮時，更夫要通知居民，以便他們做好準備及到安全地方暫避，而火警及盜竊發生時，更夫也會協助救火和捉賊。1691年，葡萄牙政府開始派員警在澳門維持社會秩序，但亦同時批准打更業存在以彌補警力的不足。到了1940年代，打更業已開始式微，隨著城市的現代化，該行業逐漸消失。
1950年代，葺位於澳門舊城區內的沙梨頭更館是一名被稱為「滿叔」的更夫及其家人的居所，在1970年代，更館被改為小賣店，於1990年代期間，更館被多次改建及更改用途，以至建築物狀況殘破不堪。後來為了慶祝澳門歷史城區成功列入《世界文化遺產名錄》十周年，當地文化局決定於2012年11月起出資修葺沙梨頭更館，修葺工作有建築測繪、結構修復工程、室內壁畫修復等，又委託學者研究澳門更館和更練制度的歷史、收集更館歷史資訊以及與沙梨頭坊會合作開設展館。最終重現了原有的建築格局，恢復了建築物的原本面貌。2015年12月18日，沙梨頭更館正式免費對外開放，整項修復工作共耗資100萬澳門幣。現時沙梨頭更館是整個中國珠江三角洲地區中碩果僅存的更館建築物。

## 設施
沙梨頭更館連排式民居的組成部分，其佔地面積約63平方米，館內由前廳、石室、水巷和天井四部份組成。修復後的館內設有展覽，以「澳門更館」和「更練形象」為兩大主題，通過歷史照片、實物展品、修復後的更館建築，以及藝術家的圖像創作來呈現該行業的職業形態和變遷。

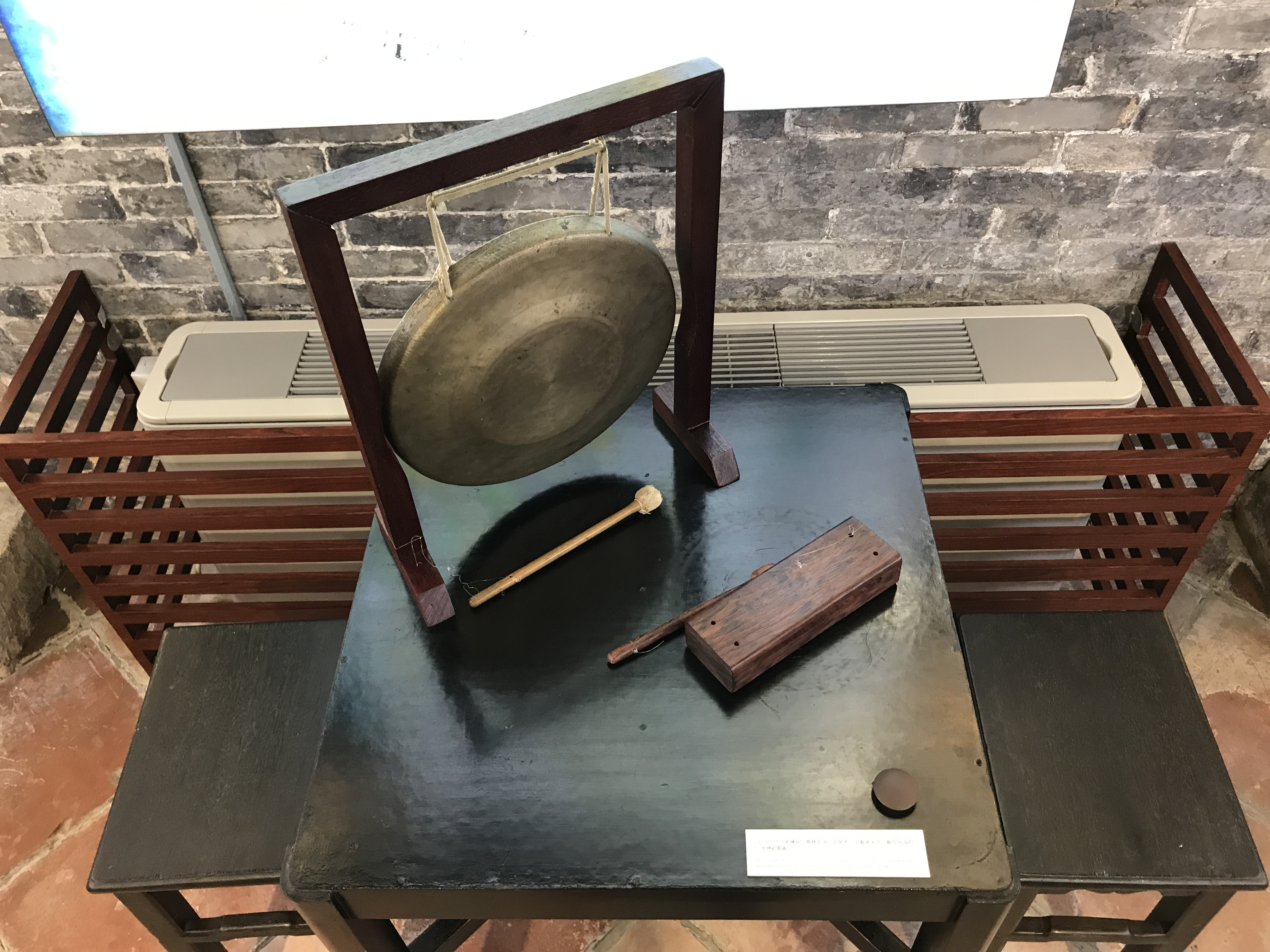
館內的打更工具。
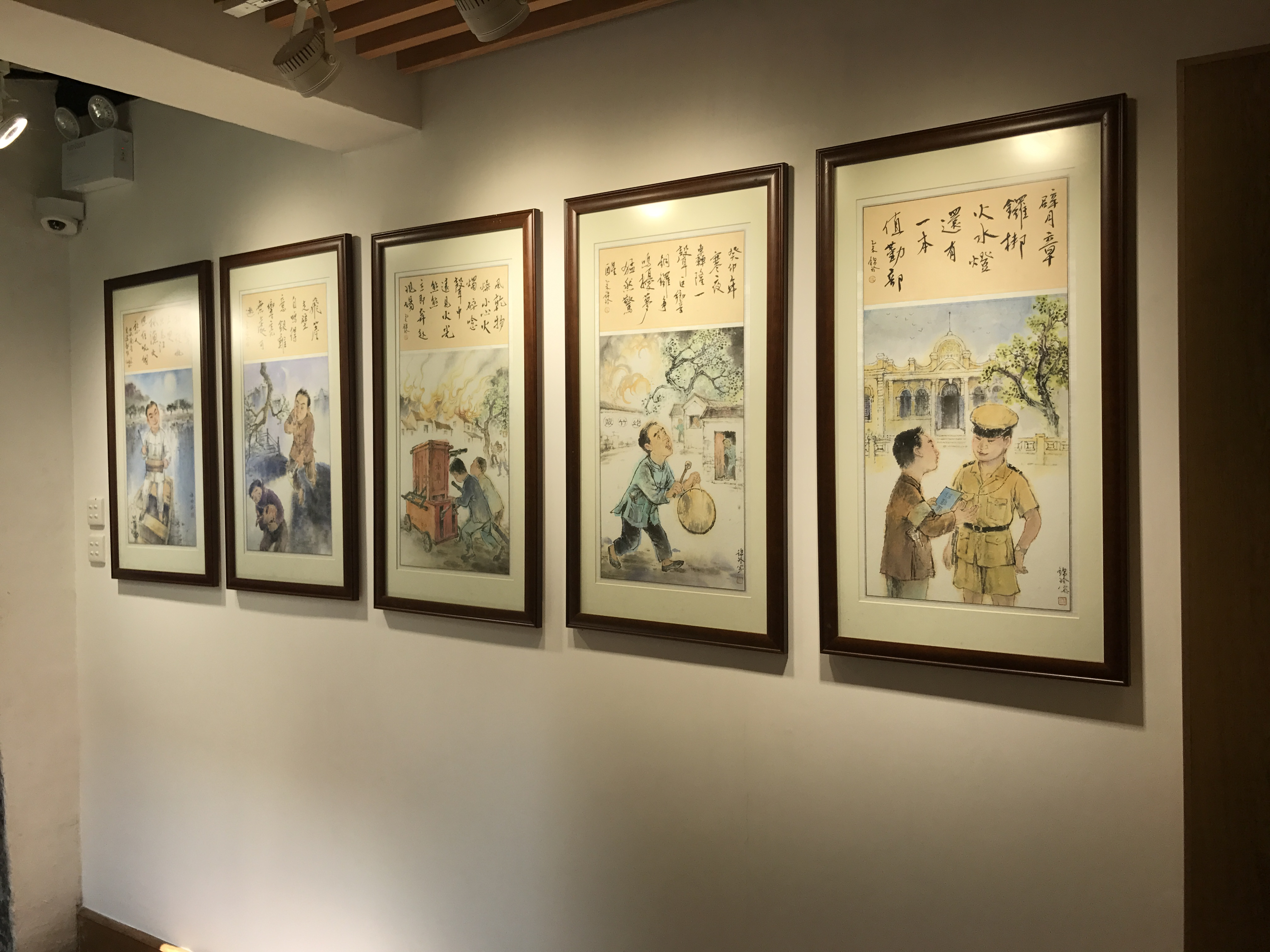
澳門畫家潘錦玲創作的更夫形象圖畫
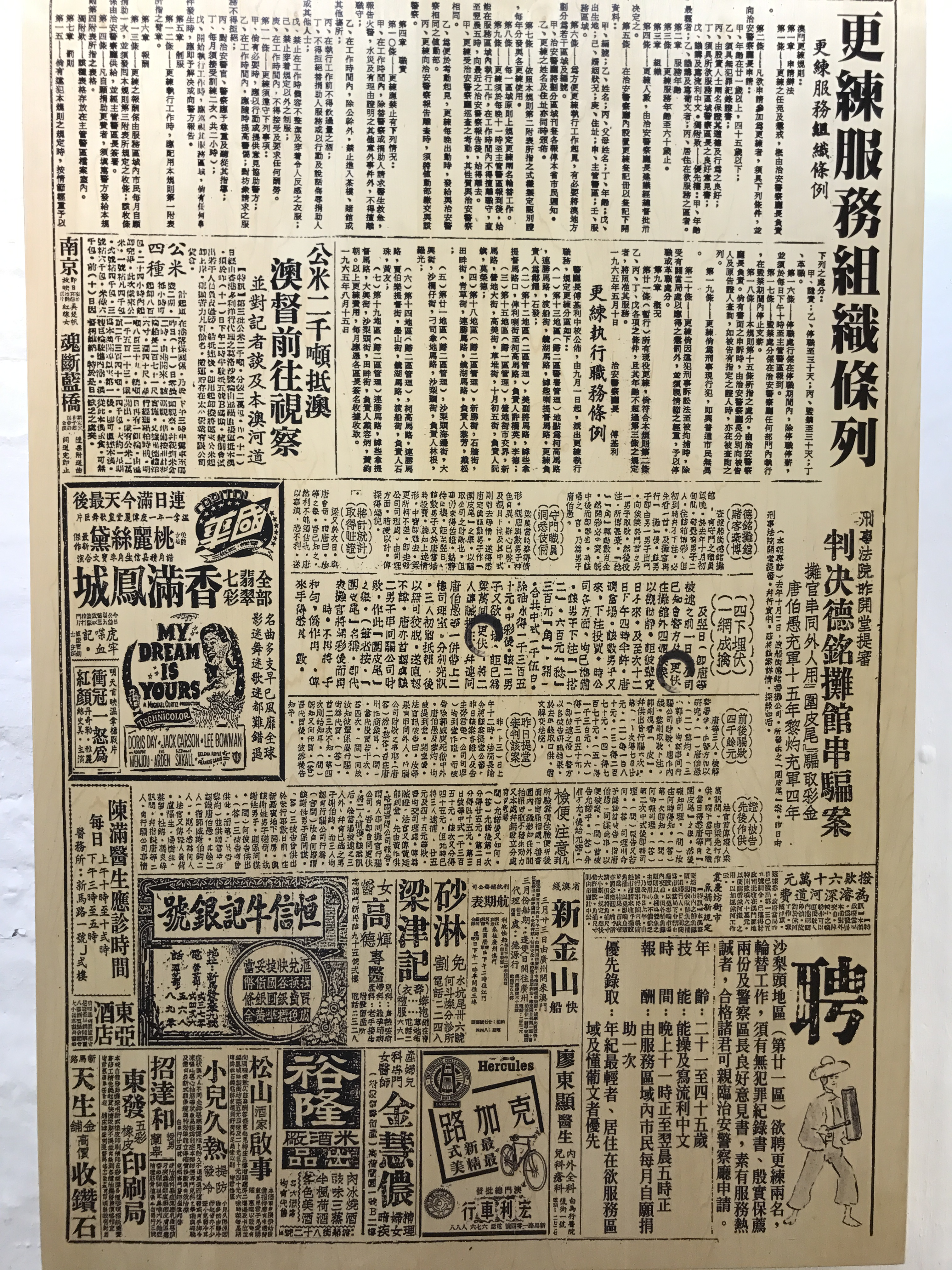
昔日澳門有關打更的報章內容
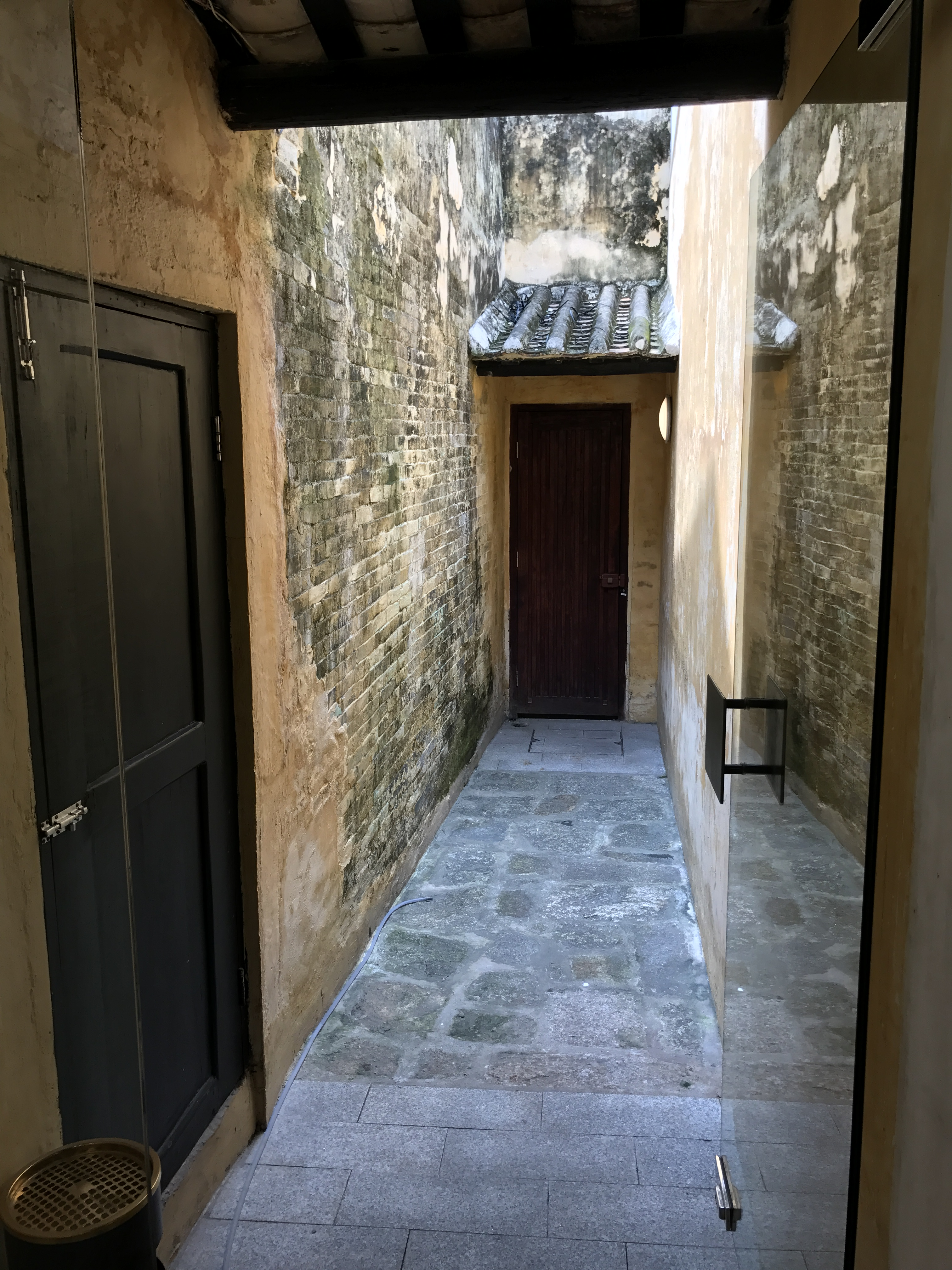
修復後的更館內部保留昔日原貌
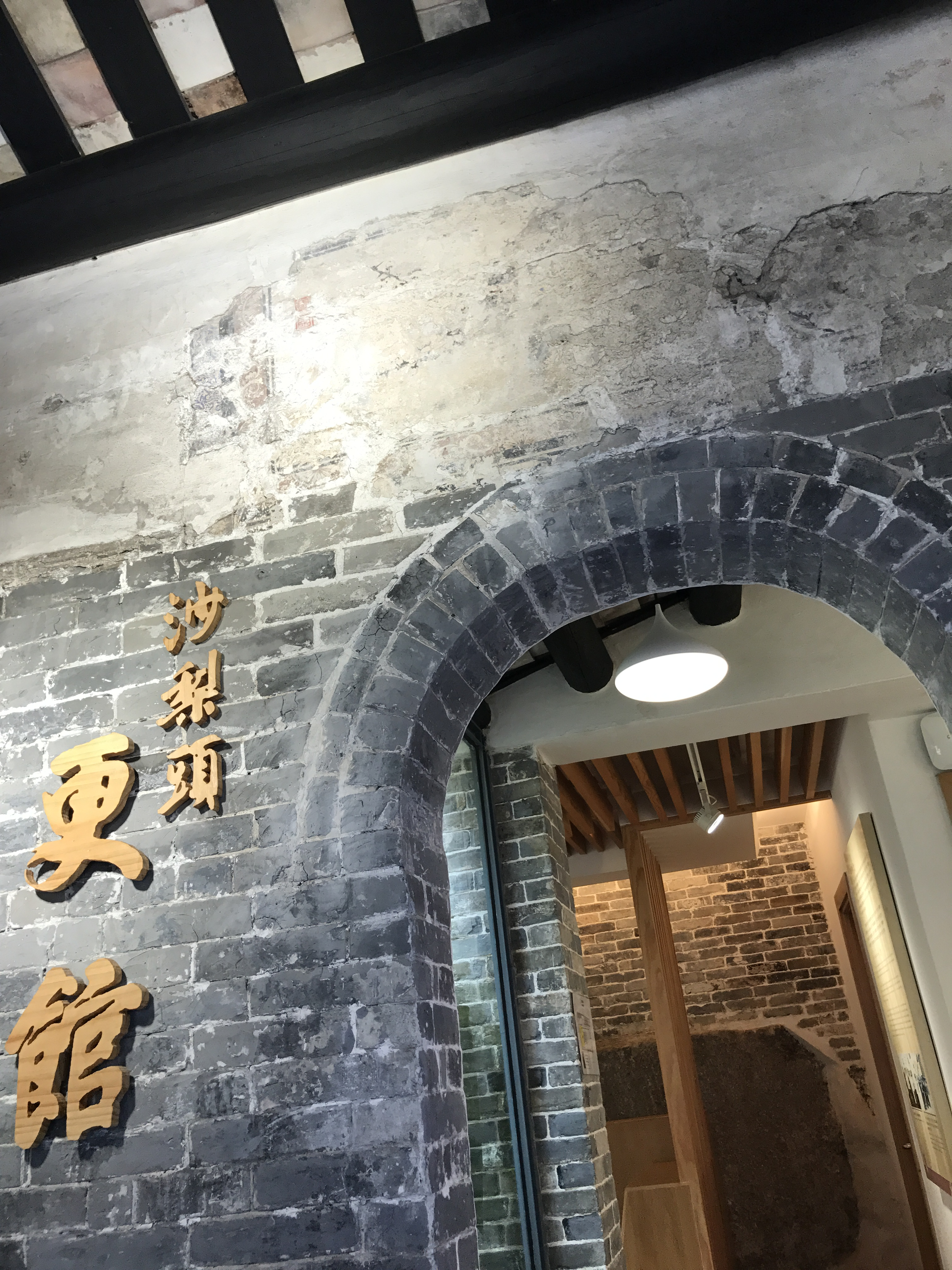
更館內牆上可見部分壁畫殘像

## 相關資訊
- 開放時間：10:00-18:00 ，17:30後停止入場，逢星期一休息，澳門公眾假期照常開放
- 駐場導賞服務：服務時間為逢星期六、日、公眾假期（包括強制性假期） ，時間為11:00-11:30和15:00-15:30
- 人流限制：同一時段，參觀人數最多15人
- 票價：免費[6]

## 外部連結
- 澳門電視廣播製作的關於沙梨頭更館的專訪